# Partito Conservatore-Popolare
Il Partito Conservatore-Popolare (in polacco: Stronnictwo Konserwatywno-Ludowe - SKL) è stato un partito politico polacco di orientamento conservatore e cristiano democratico fondato nel 1997 a seguito della confluenza di due distinti soggetti politici:
- il Partito Popolare-Cristiano (Stronnictwa Ludowo-Chrześcijańskiego);
- il Partito Conservatore (Partia Konserwatywna).

Ad esso aderì inoltre una componente fuoriuscita dall'Unione della Libertà che, nel 1997, costituì un proprio gruppo parlamentare, il Gruppo Conservatore Popolare, comprendente 8 deputati.

## Storia
Il partito partecipò alle elezioni parlamentari del 1997 nell'ambito dell'alleanza rappresentata da Azione Elettorale Solidarność (AWS), ottenendo 15 seggi al Sejm e 4 al Senato. Nel marzo 2001 abbandonò la coalizione e formò un gruppo parlamentare autonomo, costituito da 18 deputati.
In occasione delle elezioni parlamentari del 2001, per il Sejm presentò propri candidati all'interno di Piattaforma Civica, nelle cui liste furono eletti 22 deputati di SKL; al Senato aderì alla formazione Blok Senat 2001, ottenendo un seggio (Zbigniew Religa). Successivamente, la maggioranza dei deputati di SKL aderì a Piattaforma Civica; altri intesero proseguire l'attività politica del partito e dettero vita ad un nuovo gruppo parlamentare, comprendente 8 seggi.
Nel 2002 il partito si fuse con un altro soggetto politico, l'Accordo dei Cristiani Democratici Polacchi (Porozumieniem Polskich Chrześcijańskich Demokratów): nacque così il Partito Conservatore Popolare - Movimento della Nuova Polonia, poi confluito, nel 2004, nel Partito di Centro (Partia Centrum). Nel settembre 2007, tuttavia, la formazione conservatrice si ricostituì, assumendo la denominazione originaria.
Alle elezioni parlamentari del 2011 alcuni esponenti dell'SKL si candidarono nelle liste di Diritto e Giustizia, altri in quelle de La Polonia è la Più Importante, senza ottenere alcun seggio.
Nel 2014 il partito confluì in Polonia Insieme.

## Risultati elettorali
| Elezione          | Elezione | Voti   | %      | Seggi    |
| ----------------- | -------- | ------ | ------ | -------- |
| Parlamentari 1991 | Sejm     | In AWS | In AWS | 15 / 460 |
| Parlamentari 2001 | Sejm     | In PO  | In PO  | 22 / 460 |